# Digitopodium hemileiae
Digitopodium hemileiae är en svampart som först beskrevs av Steyaert, och fick sitt nu gällande namn av U. Braun, Heuchert & K. Schub. 2005. Digitopodium hemileiae ingår i släktet Digitopodium, divisionen sporsäcksvampar och riket svampar.   Inga underarter finns listade i Catalogue of Life.